# Diopsis curva
Diopsis curva är en tvåvingeart som beskrevs av Bertoloni 1861. Diopsis curva ingår i släktet Diopsis och familjen Diopsidae. Inga underarter finns listade i Catalogue of Life.